# Старе Алейкино
Старе Алейкино (рос. Старое Алейкино) — село в Ульяновському районі Ульяновської області Російської Федерації.
Населення становить 9 осіб. Входить до складу муніципального утворення Ундоровське сільське поселення.

## Історія
Від 2004 року входить до складу муніципального утворення Ундоровське сільське поселення.

## Населення
| 2010 |
| ---- |
| 9    |